# Conurbación del istmo de Tehuantepec
La conurbación del istmo de Tehuantepec se le llama a las ciudades de Juchitán, Santo Domingo Tehuantepec, Salina Cruz y Ciudad Ixtepec,
que se ubican al sur del istmo de Tehuantepec ya que además de la cercanía que tienen comparten muchos rasgos culturales y geográficos que la hace funcionar como una ciudad sola ya que juntas funcionan con servicios como
aeropuerto (Ciudad Ixtepec), refinería y puerto (Salina Cruz) y suelen ser de un solo campo.
- Datos: Q5785465